# Давид ди Донателло 1991
36-я церемония вручения наград премии «Давид ди Донателло» состоялась 2 июня 1991 года, в Чинечитта.

## Победители и номинанты

### Лучший фильм
- Средиземное море, режиссёр Габриэле Сальваторес (ex aequo)
- Под вечер, режиссёр Франческа Аркибуджи (ex aequo)
- Станция, режиссёр Серджо Рубини
- Дом улыбок, режиссёр Марко Феррери
- Доверенное лицо, режиссёр Даниэле Лукетти

### Лучшая режиссура
- Марко Ризи — Парни с улицы (ex aequo)
- Рикки Тоньяцци — Ультра (ex aequo)
- Габриэле Сальваторес — Средиземное море
- Даниэле Лукетти — Доверенное лицо
- Франческа Аркибуджи — Под вечер

### Лучший дебют в режиссуре
- Алессандро Д’Алатри — Красный американец (ex aequo)
- Серджо Рубини — Станция (ex aequo)
- Антонио Монда — Декабрь
- Кристиан Де Сика — Faccione
- Микеле Плачидо — Pummarò

### Лучший сценарий
- Сандро Петралья, Стефано Рулли и Даниэле Лукетти — Доверенное лицо (ex aequo)
- Маурицио Никетти и Гуидо Манули — Хотеть летать (ex aequo)
- Лилиана Бетти, Марко Феррери и Антонио Марино — Дом улыбок
- Энцо Монтелеони — Средиземное море
- Филиппо Асчьоне, Умберто Марино и Серджо Рубини — Станция

### Лучший продюсер
- Клаудио Бонивенто — Парни с улицы
- Клаудио Бонивенто — Ультра
- Марио Чекки Гори, Витторио Чекки Гори и Джанни Минервини — Средиземное море
- Нанни Моретти и Анджело Барбагалло — Доверенное лицо
- Доменико Прокаччи — Станция

### Лучшая женская роль
- Маргерита Буй — Станция
- Нэнси Брилли — Италия-Германия 4-3
- Маргерита Буй — La settimana della Sfinge
- Ингрид Тулин — Дом улыбок
- Анджела Финоккьяро — Хотеть летать

### Лучшая мужская роль
- Нанни Моретти — Доверенное лицо
- Диего Абатантуоно — Средиземное море
- Клаудио Амендола — Ультра
- Сильвио Орландо — Доверенное лицо
- Серджо Рубини — Станция

### Лучшая женская роль второго плана
- Зои Инкроччи — Под вечер
- Ванна Барба — Средиземное море
- Милена Вукотич — Фантоцци берёт реванш
- Мариэлла Валентини — Хотеть летать
- Анн Руссель — Доверенное лицо
- Алида Валли — Альфонс

### Лучшая мужская роль второго плана
- Чиччо Инграссия — Condominio
- Энцо Каннавале — Дом улыбок
- Джузеппе Чедерна — Средиземное море
- Серджио Кастеллитто — Ночь с Алисой
- Рикки Мемфис — Ультра

### Лучшая операторская работа
- Лучано Товоли — Путешествие капитана Фракасса
- Итало Петриччоне — Средиземное море
- Алессио Джельсини Торрези — Ультра
- Джузеппе Ланчи — И свет во тьме светит
- Джузеппе Ланчи — Приговор

### Лучшая музыка
- Эннио Морриконе — У них всё хорошо
- Армандо Тровайоли — Путешествие капитана Фракасса
- Джанкарло Бигацци и Марко Фаладжани — Средиземное море
- Антонелло Вендитти — Ультра
- Риц Ортолани — В розовом саду

### Лучшая художественная постановка
- Паоло Бьяджетти и Лучано Риччери — Путешествие капитана Фракасса
- Люсия Мирисола — In nome del popolo sovrano
- Андреа Кризанти — У них всё хорошо
- Паола Коменчини — Радости интимной жизни
- Джанни Сбарра — И свет во тьме светит

### Лучший костюм
- Люсия Мирисола — In nome del popolo sovrano
- Одетт Николетти — Путешествие капитана Фракасса
- Франческо Панни — Средиземное море
- Антонелла Берарди — Радости интимной жизни
- Лина Нерли Тавиани — И свет во тьме светит

### Лучший монтаж
- Нино Баральи — Средиземное море
- Мирко Гарроне — Доверенное лицо
- Анджело Николини — Станция
- Франко Фратичелли — Парни с улицы
- Карла Симончелли — Ультра

### Лучший звук
- Тициано Ферро — Средиземное море (ex aequo)
- Ремо Уголинелли — Ультра (ex aequo)
- Франко Борни — Доверенное лицо
- Франко Борни — Станция
- Tommaso Quattini — Парни с улицы

### Лучший иностранный фильм
- Сирано де Бержерак, режиссёр Жан-Поль Раппно (ex aequo)
- Гамлет, режиссёр Франко Дзеффирелли (ex aequo)
- Славные парни, режиссёр Мартин Скорсезе
- Танцующий с волками, режиссёр Кевин Костнер
- Никита, режиссёр Люк Бессон

### Лучшая иностранная актриса
- Анн Парийо — Никита
- Гленн Клоуз — Гамлет
- Джулия Робертс — Красотка
- Миа Фэрроу — Элис
- Джоан Вудворд — Мистер и миссис Бридж

### Лучший иностранный актёр
- Джереми Айронс — Изнанка судьбы
- Дирк Богард — Ностальгия по папочке
- Жерар Депардьё — Сирано де Бержерак
- Кевин Костнер — Танцующий с волками
- Роберт Де Ниро — Славные парни

### Давид Лукино Висконти
- Марсель Карне

### David speciale
- Витторио Гассман

### David alla carriera
- Марио Чекки Гори
- Марио Нашимбене
- Алида Валли